# هومبيرتو بريسينو
هومبيرتو بريسينو (بالإسبانية: Humberto Briceño)‏ هو لاعب رماية فنزويلي، ولد في 1 يونيو 1928.

## وصلات خارجية
- هومبيرتو بريسينو على موقع أوليمبيديا (الإنجليزية)